# 華以剛
華以剛（か いごう、ホア・イィガン、1949年4月2日 - ）は、中国の囲碁棋士。江蘇省出身、中国囲棋協会所属、八段。全国囲棋個人戦準優勝など。中国囲棋協会副主席、中国棋院院長などを務める。

## 経歴
11歳で体育学校に進み、16歳で集中訓練隊入り。1974年に日中囲碁交流で来日。1978年全国囲棋個人戦3位、79年準優勝。1982年にプロ棋士八段に認定。1996年に超越杯元老戦優勝。
1986年から中国囲碁チームの監督。1992年に中国囲棋協会秘書長・副主席、また中国棋院囲碁部長・副院長として、1995年から棋士ランキングの試行と1997年からの実施や、1999年からの中国囲棋甲級リーグ戦の創設に功績を残した。2007年から王汝南の後を継いで中国棋院院長、2009年に60歳の定年により退任。

### タイトル歴
- 超越杯元老戦 1996年

### その他の棋歴
国際棋戦
- 日中囲碁交流
  - 1973年 （×加藤正夫）
  - 1974年 5-2（×橋本宇太郎）
  - 1976年 0-5-2（×菊池康郎、×小林光一、×本田邦久、×上村邦夫）
  - 1978年 5-2
  - 1980年 2-4（×工藤紀夫）
  - 1983年 0-3（×佐藤昌晴、×中村秀仁、×苑田勇一）

国内棋戦
- 全国囲棋個人戦 準優勝 1979年、3位 1978、82年、4位 1984年、5位 1981年
- 国手戦 4位 1987年
- 新体育杯戦 1991年リーグ5位